# Antonio Cominotti
Antonio Cominotti (Brescia, 23 agosto 1893 – Epernay, 23 maggio 1918) è stato un militare e aviatore italiano, asso dell'aviazione da bombardamento del Regio Esercito, decorato con tre medaglie d'argento al valor militare e promosso aiutante di battaglia per merito di guerra, durante il conflitto mantenne una fitta corrispondenza con i colleghi giornalisti rimasti presso il giornale La Provincia di Brescia in cui descriveva la sua attività di aviatore al fronte.

## Biografia

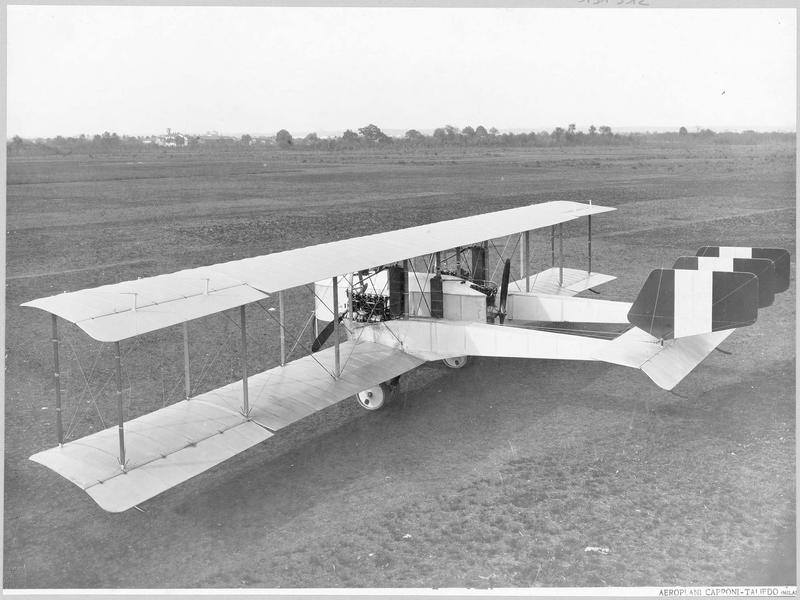
Un bombardiere Caproni Ca.33 sul campo d'aviazione di Taliedo.

Nacque a Brescia il 23 agosto 1893, figlio di Achille. Nel 1912 lasciò gli studi per arruolarsi come soldato nel Regio Esercito. Lavorò poi come pubblicista collaboratore alla rubrica sportiva del giornale La Provincia di Brescia.  Mobilitato dopo l'entrata in guerra del Regno d'Italia, avvenuta il 24 maggio 1915, nell'agosto dello stesso anno iniziò a frequentare la scuola di volo. Assegnato all'aviazione da bombardamento, diventa pilota della 14ª Squadriglia con la quale esegue la sua prima missione bellica il 23 maggio 1917, e alla data del 15 settembre aveva già eseguito 38 missioni anche in difficili condizioni meteorologiche tra cui un bombardamento su Pola. Il 26 settembre fu decorato con la prima medaglia d'argento al valor militare per essersi particolarmente distintosi in una missione su Grahovo. Fu decorato con una seconda medaglia d'argento al valor militare nel dicembre 1917, quando aveva raggiunto le 44 missioni belliche ed era in attesa di divenire pilota collaudatore per la ditta Fratelli Pensutti, in cui doveva collaudare i bombardieri Caproni da loro prodotti su licenza. In forza alla 14ª Squadriglia aeroplani, nel 1918 fu trasferito sul fronte francese, venendo promosso aiutante di battaglia per meriti di guerra il 15 marzo 1918. Cadde in combattimento su Épernay il 23 maggio 1918, venendo decorato con la terza medaglia d'argento al valor militare, quando aveva al suo attivo 55 missioni belliche. Riportata in Italia la salma venne successivamente tumulata nel Cimitero Vantiniano di Brescia

### Fonti
1. 1 2 3  Mancini 1936, p. 188.
2. 1 2 3 4  Ludovico 1980, p. 207.
3. 1 2 3 4  Enciclopedia Bresciana.
4. ↑  Ludovico 1980, p. 208.
5. 1 2 3  Ludovico 1980, p. 191.